# 內轆
內轆，是位於臺灣南投縣南投市的一個傳統地域名稱，位於該市東部偏北，範圍大致包括內興里不含西南部邊界地帶及東北端、內新里不含北部凸出部分及最南端、光明里、光榮里東北大半部不含最北端、東山里樟平溪北岸部分的西南部。

## 歷史
台灣清治末期至日治初期，內轆地區為一街庄，稱為「內轆庄」，隸屬於南投堡。該庄北與營盤口庄為鄰，東北與坪頂庄為鄰，東邊、南邊及西南邊為軍功藔庄，西邊為半山庄。
1901年（日治明治三十四年）11月，全台廢縣廳改設二十廳，該庄隸屬於南投廳。1909年（明治四十二年）10月，合併二十廳為十二廳，該庄隸屬不變。1920年（大正九年），廢十二廳改設五州二廳，該庄改制並改名為「內轆」大字，隸屬於臺中州南投郡南投街。
戰後南投街改制為南投鎮，隸屬於臺中縣，大字亦改制為里，並拆分為內興里、內新里。1950年中、彰、投分治，南投鎮改隸屬於南投縣。1957年7月臺灣省政府遷至中興新村，南投市成為省政府所在地。1981年，南投鎮因屬縣政府所在地，升格為縣轄南投市。

## 交通
國道3號又稱「福爾摩沙高速公路」，是貫穿台灣西部的兩條縱向高速公路之一，大致以西北—東南走向蜿蜒經過內轆地區西部邊界點。北側最近出入口是位於西北部省道台14乙線交會口的中興交流道，南側最近的是南投交流道，由此等進入可快速前往台灣西部各地。
省道台14乙線（中正路、中興路）是芬園至南投五塊厝的幹道，大致以西北－東南走向轉北北東－南南西走向經過內轆地區中部偏西地帶，向西北可前往下茄荖並止於省道台14線本線路口，向南可前往南投市區南側並止於省道台3線路口，或續行縣道150號以前往田中、北斗、二林、芳苑等地。

## 文教
- 中興國中
- 德興國小
- 光復國小

## 民俗文化
慶福寺主祀慚愧祖師，是當地居民信仰中心。內轆聚落北側南營路東閔路口以及南側南營路中興路口，各可見一標示「慶福寺」的大型牌樓，是內轆聚落入口文化象徵。
宗聖祠又稱曾姓祖厝，其牌樓是內轆聚落內的地標。

## 農業
東閔路兩側除了水稻田外，還有「黑柿蕃茄」田，蕃茄也成為內轆知名農產。

## 內轆聚落
聚落集中在內轆排水以東、中興路以西範圍內，為一平原聚落。

## 鄰近地名
- 內轆山：標高284公尺。
- 內轆溪：內轆溪公園位於中興新村內，有中興巨蛋（中興游泳池）一顯著地標。

## 外部連結
- 南投市公所
- 南投市內新社區發展協會[永久]
- 南投市內興社區發展協會[永久]
- 內政部南投市地圖[永久]